# Бутовт-Андржейкович, Михаил Фадеевич
Михаи́л Фаде́евич Бутовт-Андржейкович (1778—1830) — российский государственный деятель.

## Биография
Выходец из дворян Гродненской губернии фамильного герба «Гриф», католического вероисповедания.
По другим указаниям — сын дворянина Гродненской губернии Фадея Романовича Андржейковича, имел брата Ивана и сестру Екатерину — жену генерала Леонтия Бенингсена.
В 1794 году в звании майора кавалерии польских войск принимал участие в восстании Т. Костюшко (участвовал в захвате Вильно и Праги, в сражении под Слонимом).
Уволен со службы Станиславом Августом Понятовским.
Полтора года (1795—1797 годы) служил у губернатора Новороссии Т. И. Тутолмина в секретном отделе «французского диалекта».
В 1800 году — заседатель гродненского гродского суда.
В 1805—1808 годах — заседатель в 1-м департаменте Литовско-Гродненского главного суда, асессор (1807 год).
В 1808—1810 годах — президент (председатель) 2-го департамента Литовско-Гродненского главного суда.
В 1809—1810 годах по заданию министра финансов занимался обменом казённых ассигнаций на золотые и серебряные монеты. За выполненное поручение получил 2 староства в Виленской губернии на 12 лет без оплаты налогов.
Быстрому карьерному росту Андржейковича, по-видимому, содействовало его родство с литовским генерал-губернатором Л. Л. Беннигсеном.
С 1810 года — гродненский поветовый маршалок.
В 1812 году вначале встречал входящих в Гродно поляков и французов, а затем отряд Д. Давыдова.
В 1813—1816 годах неоднократно исполнял должность гродненского губернатора. В то же время собирал сведения о потерях Гродненской губернии в войне 1812 года, содействовал восстановлению Волковыска и Кобрина, контролировал взыскание недоимок и налогов, поддержание порядка, снабжение российских войск; налаживал почтовую службу, работу земской полиции, подготовил открытие губернского правления.
26 августа (7 сентября) 1813 за отличную службу произведен в статские советники.
В 1813—1817 годах официально был гродненским вице-губернатором.
После смерти губернатора Урсын-Немцевича с 22 ноября (4 декабря) 1817 по 5 (17) февраля 1819 исполнял обязанности губернатора, затем царским указом был назначен губернатором.
2 (14) мая 1819 за «отличное усердие» при организации снабжения продовольствием Литовского особого корпуса получил «монаршее благоволение» цесаревича Константина.
Содействовал распространению ланкастерской системы образования, издав брошюру на польском языке «О школе Ланкастера» (Гродно, 1819 год).
12 (24) декабря 1819 избран первым президентом Гродненского благотворительного общества. Инициаторами было собрано 5 тысяч рублей серебром и сам он добился выделения военным губернатором Римским-Корсаковым на нужды общества 10 тысяч польских злотых. Выпустил распоряжение о доплате к театральным билетам, которая шла в кассу общества.
В 1820 году начала действовать губернская типография, открылась школа взаимного обучения по методу Ланкастера.
Масон. В 1818 году — наместный мастер, в 1819—1821 годах — мастер стула гродненской масонской ложи «Друзья человечества». В 1819 году также руководитель несвижского масонского капитула «Храм покоя».
В период следствия над студенческими тайными обществами филоматов и филаретов проявил усердие в исполнении поручений Н. Н. Новосильцева (друг Александра I и член «Негласного комитета», с 1821 года — председатель Комиссии об учебной части Царства Польского).
В 1824 году по решению Бутовт-Андржейковича составлен проект перестройки здания больницы Доминиканского монастыря под дом благотворительности.
В период его губернаторства началось строительство Августовского канала.
В 1824 году переведён на должность Волынского гражданского губернатора.
30 декабря 1824 (11 января 1825) при расставании дворянство Гродненской губернии преподнесло Андржейковичу адрес с выражением признательности за «попечительное и благоразумное управление губернией».
В 1826 году произведён в чин действительного статского советника.
В 1827 году ушёл в отставку в связи с возбуждением над ним следственного дела за неправильное расходование земских сумм (до 1829 года).
Владел вотчинными имениями Старый Двор и Новый Двор в Гродненском уезде, Старинка в Лидском уезде и Баландычи в Кобринском уезде.
В 1830 году жил в Санкт-Петербурге.

## Семья
Жена — дворянка Саломея Ланцевич. Их дети:
- Мелания (1815),
- Леонтина (1817),
- Владислав (1818),
- Михелина (1819),
- Ярослав (1821),
- Александр (1822),
- Ольга (1822).

## Награды
- Орден Святой Анны 2 степени (1810)
- Орден Святой Анны 1 степени (1823)

## Интересные факты
В библиотеке Академии наук Литвы в рукописной тетради хранятся «Очерки Кавказа», написанные Бутовт-Андржейковичем на польском языке.
В 1935 году варшавянка Саломея Бутовт-Андржейкович обратилась в Гродненский архив с просьбой о выдаче справки о записи в дворянской книге её отца, Александра Михайловича, для получения пенсии из Общественной опеки.